# Lorenzo Revojera
Lorenzo Revojera (Milano, 17 gennaio 1930 – Milano, 24 gennaio 2022) è stato un ingegnere, alpinista e saggista italiano.

## Biografia
All'età di vent'anni, nel 1950, fu il primo milanese ad entrare a far parte dell'Opus Dei, dove conobbe personalmente il fondatore San Josemaría Escrivá, che seguì sia a Milano che a Roma. 
Laureato in Ingegneria presso il Politecnico di Milano nel 1956, iniziò la sua attività lavorativa nella realizzazione di grandi imprese di costruzione.
Nel 1970 diventò Segretario Generale della Fondazione RUI, e si trasferì a Roma.
Come segretario della Fondazione RUI, si occupò per 30 anni nello sviluppo di iniziative per la popolazione universitaria, fra le quali programmi internazionali di borse di studio, collane editoriali per l'orientamento universitario, ricerche sociologiche sulla condizione studentesca.
Fu consulente del Ministero della Pubblica Istruzione e membro della delegazione italiana a Bruxelles per il progetto Erasmus, dal 1987 al 1995.
Come scrittore d'alpinismo, fece parte del Gruppo italiano scrittori di montagna, collaborando con periodici e pubblicando parecchi libri a soggetto alpino.
Era membro di Commissioni presso la sede centrale del Club Alpino Italiano e socio benemerito della sezione di Milano del Club Alpino Italiano.
È morto il 24 gennaio 2022 a Milano.

## Alcune opere
- Patrizio milanese verso la modernità. Francesco Lurani Cernuschi (1857-1912) fra arte, alpinismo, letteratura, musica e scienza, Persico Europe, 2004.
- Studenti in cordata – storia della SUCAI 1905-1965, Vivalda Editori, 2008.
- San Josemaria in terra lombarda. con lo sguardo rivolto alla Madonnina 1948-1973, Àncora, 2011.